# Kristałł (moduł stacji Mir)
Kristałł (ros. Кристалл, kryształ) – czwarty moduł stacji Mir. Został wystrzelony 31 maja 1990 roku, ze stacją połączył się 10 dni później. Zadokował do adaptera cumowniczego naprzeciwko modułu Kwant 2. Kristałł służył do eksperymentów biologicznych jak i z materiałami różnego typu. Miał taką samą masę i wymiary, jak Kwant-2 i podobnie jak on dysponował bateriami słonecznymi. Zwany również Kwant 3.

## Wyposażenie

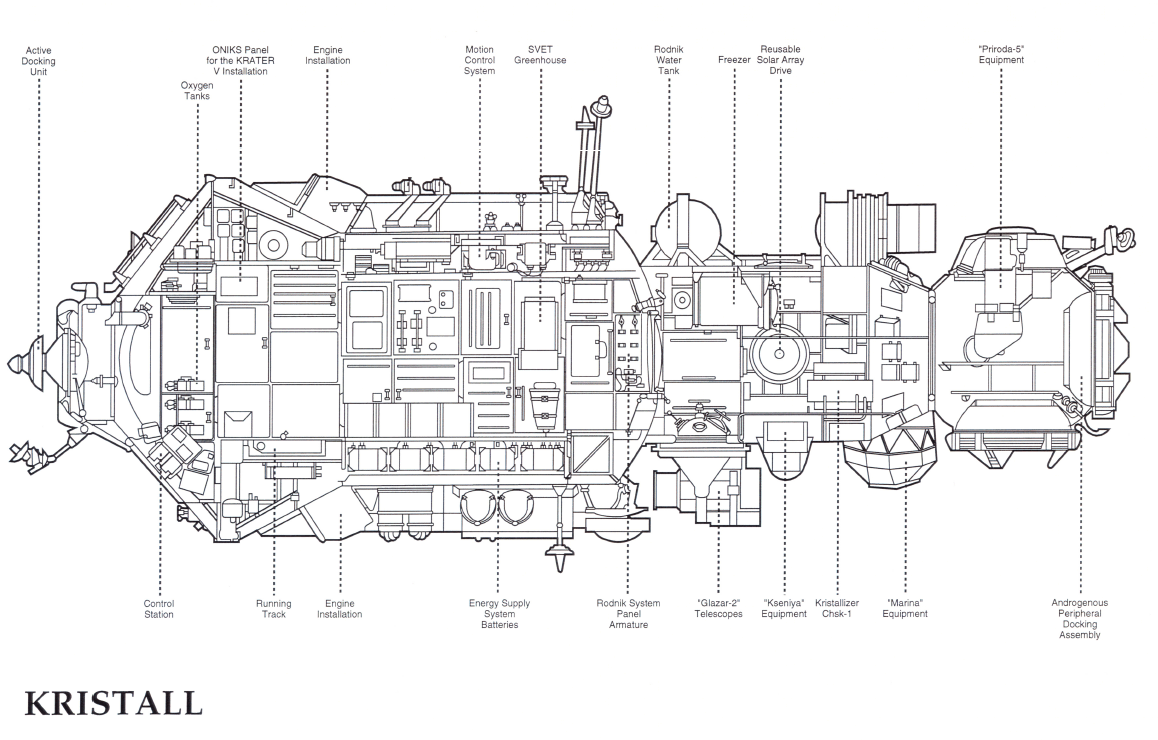
Przekrój Kristałła

Szkic Kristałła

Kristałł przeznaczony był do prowadzenia eksperymentów materiałowych i biologicznych w stanie mikrograwitacji. Wyposażony był w kilka pieców do przeprowadzania eksperymentów hutniczych. Wraz z jednostką do elektroforezy Ainur pozwalały na przygotowanie 100 kg próbek, zabieranych potem na Ziemię. Na węźle cumowniczym zainstalowany był system obserwacji Ziemi Priroda 5. Prócz tego na wyposażeniu znajdowały się urządzenia do obserwacji astronomicznych i astrofizycznych, które uzupełniały i rozszerzały możliwości urządzeń zainstalowanych w module Kwant-1. Panele słoneczne modułu zostały zaprojektowane tak, aby można było je dowolnie składać. W 1995 roku jeden z paneli został zdemontowany i przeniesiony na kadłub modułu Kwant-1 przed rozpoczęciem programu Shuttle-Mir. Na pokładzie modułu znajdowało się sześć dodatkowych systemów żyroskopowych, służących do reorientacji położenia stacji.

### Instrumenty naukowe[2][1]
- Ainur – przyrząd do elektroforezy
- Krater V, Optizon 1 i KSK-1/Kristallizator – piece do wytapiania półprzewodników
- Zona 2/3 – piece materiałowe
- Bukiet – spektrometr promieni gamma
- Głazar 2 – teleskop UV
- Głanar – spektrometr astrofizyczny
- Marina – teleskop promieni gamma
- Maria – spektrometr magnetyczny
- Priroda 5 – zestaw do obserwacji Ziemi (składały się na niego dwie kamery filmowe KFA-1000)
- Swiet – paleta do uprawy roślin

## Wykorzystanie w programach Buran i STS
Moduł posiadał dwa porty cumownicze (osiowy i boczny) typu APAS-89, które planowano wykorzystać pierwotnie przy lotach promu kosmicznego Buran i do zamontowania specjalnego teleskopu. Plany te jednak się nie ziściły ze względu na likwidację programu radzieckich samolotów kosmicznych.
Mimo to w 1993 roku do modułu zadokował zmodyfikowany Sojuz TM-16 wyposażony w węzły APAS. Celem misji był test mechanizmów dokowania. 27 czerwca 1995 roku wahadłowiec Atlantis w misji STS-71 zadokował do węzła APAS modułu Kristałł. W misji STS-74 tym samym wahadłowcem wyniesiono specjalny moduł cumowniczy dla amerykańskich promów kosmicznych, zadokowany na stałe do portu osiowego. Aby umożliwić dokowanie wahadłowców moduł został przeniesiony na dolny węzeł adaptera cumowniczego, dzięki czemu uzyskano miejsce dla modułu Spiektr.